# 阿達一族2 (2021年電影)
《阿達一族2》（英語：The Addams Family 2）是一部於2021年上映的美國黑色喜劇電腦動畫電影，改編自查理斯·亞當斯的漫畫《阿達一族》。該片為2019年電影《阿達一族》的續集，由格雷格·帝爾南執導。主要配音員包括莎莉·賽隆、奧斯卡·伊薩克、克蘿伊·摩蕾茲、雅沃·沃爾頓、尼克·克羅爾、貝蒂·蜜勒、史努比狗狗和比爾·哈德。
《阿達一族2》由聯美負責北美發行，國際則由環球影業負責發行，於2021年10月1日美國上映。

## 角色
| 配音          | 配音     | 配音     | 角色                            |
| 英版          | 台版     | 港版     | 角色                            |
| ------------- | -------- | -------- | ------------------------------- |
| 奧斯卡·伊薩克 | 李世揚   | 辛偉強   | 高魔子·阿達（Gomez Addams）     |
| 莎莉·賽隆     | 唐綺陽   | 伍詠薇   | 魔帝女·阿達（Morticia Addams）  |
| 克蘿伊·摩蕾茲 | 陳妤     | 成樂怡   | 星期三·阿達（Wednesday Addams） |
| 雅沃·沃爾頓   | 于昊正   | 梁正希   | 普斯利·阿達（Pugsley Addams）   |
| 尼克·克羅爾   | 謝一帆   | 周祉君   | 肥斯特叔叔（Uncle Fester）      |
| 史努比狗狗    | 使用原音 | 使用原音 | 伊特表哥（Cousin Itt）          |
| 貝蒂·蜜勒     | 陳季霞   | 林丹鳳   | 奶奶（Grandmama）               |
| 比爾·哈德     | 孫誠     | 高翰文   | 賽勒斯（Cyrus）                 |
|               | 陳國偉   | 黎家希   | 穆斯特拉（Mustela）             |
|               | 衛映伶   | 費愷澄   | 奧費利亞（Ophelia）             |

## 製作
2019年10月，米高梅在《阿達一族》的首映週末獲得成功後宣佈製作續集，並定於2021年10月22日在美國上映，而康拉德·威儂和格雷格·帝爾南將回歸執導電影。2020年10月，宣佈莎莉·賽隆、奧斯卡·伊薩克、克蘿伊·摩蕾茲、尼克·克羅爾、貝蒂·蜜勒和史努比狗狗回歸聲演電影，並宣佈比爾·哈德加盟配音陣容，而雅沃·沃爾頓將取替芬恩·沃夫哈德成為普斯利·阿達的配音員，帝爾南將單獨執導電影。

## 發行
《阿達一族2》由聯美負責北美發行，國際則由環球影業負責發行，並定於2021年10月22日在美國上映。2020年10月，電影提前至2021年10月8日在美國上映。2021年1月，電影提前至2021年10月1日在美國上映。

### 評價
媒體和影評家對本片的評價以負評為主，爛番茄根據112條評論，本片獲得28%的新鮮度，平均得分4.6／10，觀眾投票獲得69%的分數，平均得分為3.8／5。在Metacritic上，電影根據23條專業評論，獲得37分，代表「負面評價為主」。

## 外部連結
- 互联网电影数据库（IMDb）上《阿達一族2》的资料（英文）
- 爛番茄上《阿達一族2》的資料（英文）
- Box Office Mojo上《阿達一族2》的资料（英文）
- AllMovie上《阿達一族2》的资料（英文）
- Metacritic上《阿達一族2》的資料（英文）
- 開眼電影網上《阿達一族2》的資料（繁體中文）
- 豆瓣电影上《阿達一族2》的資料 （简体中文）
- 时光网上《阿達一族2》的資料（简体中文）